# Mortelle (Messina)
Mortelle è una frazione del comune di Messina, situata sulla costa tirrenica ad Ovest di Capo Peloro. Fa parte della Circoscrizione VI del capoluogo peloritano.
La frazione è nota per le ampie spiagge sabbiose e gli stabilimenti balneari, alcuni dei quali in disuso.

## Monumenti e luoghi d'interesse
L'Istituto Marino di Mortelle, attivo come colonia estiva dagli anni '20, è stato ristrutturato grazie a fondi provenienti da progettualità regionali ed europee. La ristrutturazione è avvenuta in due fasi: la prima rivolta al padiglione centrale (indicato come Pad. 4) e la seconda a tutti gli altri padiglioni.
Al largo della costa di Mortelle si trova il relitto della motonave Valfiorita, affondata durante la seconda guerra mondiale e considerato uno dei più bei relitti del mar Mediterraneo.

## Infrastrutture e trasporti
Posta lungo la Strada statale 113, fra il 1890 e il 1932 la località era servita dalla tranvia Messina-Barcellona della SATS.
Oggi il Lido di Mortelle è collegato al centro cittadino da due linee di autobus dell'ATM: la linea nº 32 - (Ponte Gallo - Mortelle- Terminal Museo) e la linea nº 1 Shuttle 100 (Giampilieri sup. - Via Circuito Torre Faro).